# Miep Oranje
Maria (Miep) Oranje (Bloemendaal, 6 mei 1923 – ?) was een Nederlandse vrouwelijke 'V-mann' in de Tweede Wereldoorlog. Ze werd Miep genoemd en haar namen in de illegaliteit waren Edith en Netty de Graaf. Zij werd later aangeduid als Koerierster des doods. Geschat wordt, dat haar dubbelspel voor de bezettingsmacht tot de aanhouding van 195 Nederlandse verzetsmensen heeft geleid, maar ondanks speurwerk van de Politieke Opsporings Dienst is ze niet veroordeeld, ook niet bij verstek. 
Tijdens de oorlog is zij spoorloos verdwenen; in 1962 werd zij uiteindelijk met terugwerkende kracht per 9 augustus 1944 juridisch dood verklaard. Omtrent haar verdwijning is veel gespeculeerd, maar niets bewezen.

## Jeugd en studie
Oranjes moeder overleed in 1930, toen zij nog op de lagere school zat. Haar vader, die zeeman op de grote vaart was, hertrouwde in 1935, waarna het gezin naar Soest verhuisde. Miep Oranje ging naar het Baarnsch Lyceum en haalde in 1942 het eindexamen HBS-A. Daarna ging ze aan de Universiteit Utrecht sociale geografie studeren. Dat duurde niet lang, want in 1943 weigerde ze net als ruim 83% van de studenten de zogenoemde loyaliteitsverklaring te tekenen, waarna de universiteit gesloten werd. Tijdens haar studie was ze lid van studievereniging V.U.G.S.

## Oorlogsjaren
Via een studiegenote raakte Oranje betrokken bij het verzet; ze bracht als koerierster verboden krantjes rond. De verzetsgroep, met de naam Rolls Royce, was rondom Soest actief. Ook de latere schrijfster Mink van Rijsdijk (Miep Wielenga-Quelle) was lid van deze verzetsgroep.
Op 29 december 1943 werd ze bij het St. Elisabethklooster in de bossen bij Lage Vuursche door de Duitse Feldgendarmerie staande gehouden. Toen bleek dat ze illegale kranten in haar fietstas had, werd ze gearresteerd en naar het beruchte hoofdkantoor van de Sicherheitspolizei in de Euterpestraat in Amsterdam gebracht. Groep Rolls Royce bleef tot na de bevrijding van Zuid-Nederland actief.
Twee maanden later was Oranje terug in Soest. Ze vertelde dat ze was ontsnapt, maar vanaf dat moment werden er opvallend veel verzetsstrijders en onderduikers in die omgeving opgepakt. Het leek er daarom op dat ze voor de Duitsers was gaan werken. Dit vermoeden werd eens te meer versterkt doordat ze inmiddels een affaire bleek te hebben met Herbert Oelschlägel, een lid van de Sicherheitsdienst. Verraad van haar kant was er de oorzaak van dat vele verzetsmensen in de handen van de Duitse bezetter zijn terechtgekomen en dat vaak niet overleefden. Dit waren onder anderen:
- Evert Boven, verzetsman, provinciaal leider van de Landelijke Organisatie voor Hulp aan Onderduikers in Gelderland en Overijssel
- Kees Brouwer, verzetsman, overleefde de oorlog
- Bert Fokkema, predikant en verzetsman, overleed op 29 april in Bergen-Belsen.
- Jan de Jong, verzetsman, overleefde de oorlog
- G. de Jongste, verzetsman, overleefde de oorlog
- Helena Kuipers-Rietberg, oprichtster van de Landelijke Organisatie voor Hulp aan Onderduikers, omgekomen in het concentratiekamp Ravensbrück.
- Arend Quelle, overleed op 10 januari 1945 in Neuengamme.

In de zomer van 1944 dook ze een week onder bij een oom en tante in Arnhem. In Rotterdam werd ze vervolgens secretaresse van de afdeling Zuid-Holland van de Landelijke Organisatie voor Hulp aan Onderduikers, waarvan Teus van Vliet de leider was. Zes weken later pakten de Duitsers verspreid door het land tientallen verzetsmensen op. Duidelijk was, dat dit een gevolg was van verraad. In verzetskringen kwam men tot de conclusie dat óf de drukker óf de secretaresse van de Rotterdamse organisatie de verrader moest zijn.

## Ontmaskering en verdwijning
Op 8 augustus 1944 wist LO-leider Van Vliet zeker dat secretaresse Oranje de verraadster was. Die dag ook ontmoette zij haar vader voor het laatst, ze nam bij die gelegenheid de juwelen van haar overleden moeder mee. In september 1944 ging ze op voorstel van haar SD-vriend Oelschlägel naar Duitsland, waar ze voor het Duitse Rode Kruis ging werken. In januari 1945 stond ze daar nog op de loonlijst, daarna ontbreekt ieder spoor van haar.
Oelschlägel werd op 23 oktober 1944 door mensen van het verzet gedood. Als represaille werden vervolgens 29 Nederlanders geëxecuteerd.
De geschiedkundige Lou de Jong merkt in Het Koninkrijk der Nederlanden in de Tweede Wereldoorlog onder meer het volgende over Miep Oranje op:
“Miep Oranje bleek na de oorlog verdwenen te zijn. Het schijnt dat zij een tijdlang in Duitsland ondergedoken is geweest en dat zij vervolgens als echtgenote van een hoge Amerikaanse militair naar de Verenigde Staten is vertrokken”.
Andere bronnen doen dit af als speculatie en citeren afwijkende, eveneens onbewezen scenario's, waaronder een huwelijk met een Engelse veiligheidsofficier, met wie ze heimelijk naar Tanzania geëmigreerd zou zijn. Oranje werd nooit teruggevonden en is op 3 oktober 1962 door de Arrondissementsrechtbank in Utrecht per 9 augustus 1944 juridisch dood verklaard. Haar neef John de Blaey, een oud-politieman, stelde een zoektocht in, maar moest die na bijna twintig jaar in 2014 opgeven.
Begin april 2023 publiceerde de historicus en journalist Richard Hoving het boek Miep Oranje, Zoektocht naar de Koerierster des doods, waarin haar lotgevallen tijdens de bezetting zijn nagegaan. Of, waar en hoe haar leven daarna is verlopen, wordt ook in dit werk echter niet opgehelderd.